# 바나나 인 파자마
바나나 인 파자마(Bananas in Pyjamas)는 1992년부터 2011년까지 방영된 어린이용 TV 시리즈이다. 대한민국에서는 《내 친구 바나바나》라는 제목으로 1999년 3월 1일부터 1999년 10월 29일까지 SBS에서 방영되었다.

## 등장인물
- B1
- B2
- 에이미
- 룰루
- 모건